# Leofric (évêque)
Vous lisez un « bon article » labellisé en 2023.
Pour les articles homonymes, voir Leofric.
Leofric, parfois francisé en Léofric, est un prélat anglais mort le 10 février 1072. Il est évêque de Crediton et de Cornouailles de 1046 à 1050, puis premier évêque d'Exeter de 1050 jusqu'à sa mort.
Probablement originaire des Cornouailles, Leofric suit des études en Europe continentale où il fait la connaissance du prince anglais en exil Édouard le Confesseur et devient son chapelain. Lorsque Édouard rentre en Angleterre, en 1041, Leofric l'accompagne. Devenu roi l'année suivante, Édouard récompense sa fidélité en lui offrant des terres, puis les sièges épiscopaux du Devon et de Cornouailles.
En 1050, Leofric fusionne ses deux diocèses et déplace son siège épiscopal à Exeter, une ville plus grande et plus prospère que Crediton. Il effectue de nombreux dons à sa cathédrale, notamment plusieurs dizaines de livres. À sa mort, en 1072, la cathédrale d'Exeter bénéficie grâce à lui d'une des bibliothèques les mieux fournies de toute l'Angleterre. Plusieurs de ces manuscrits subsistent au début du XXIe siècle, le plus célèbre étant le recueil de poésie vieil-anglaise connu sous le nom de Livre d'Exeter.

## Biographie

### Origines et éducation

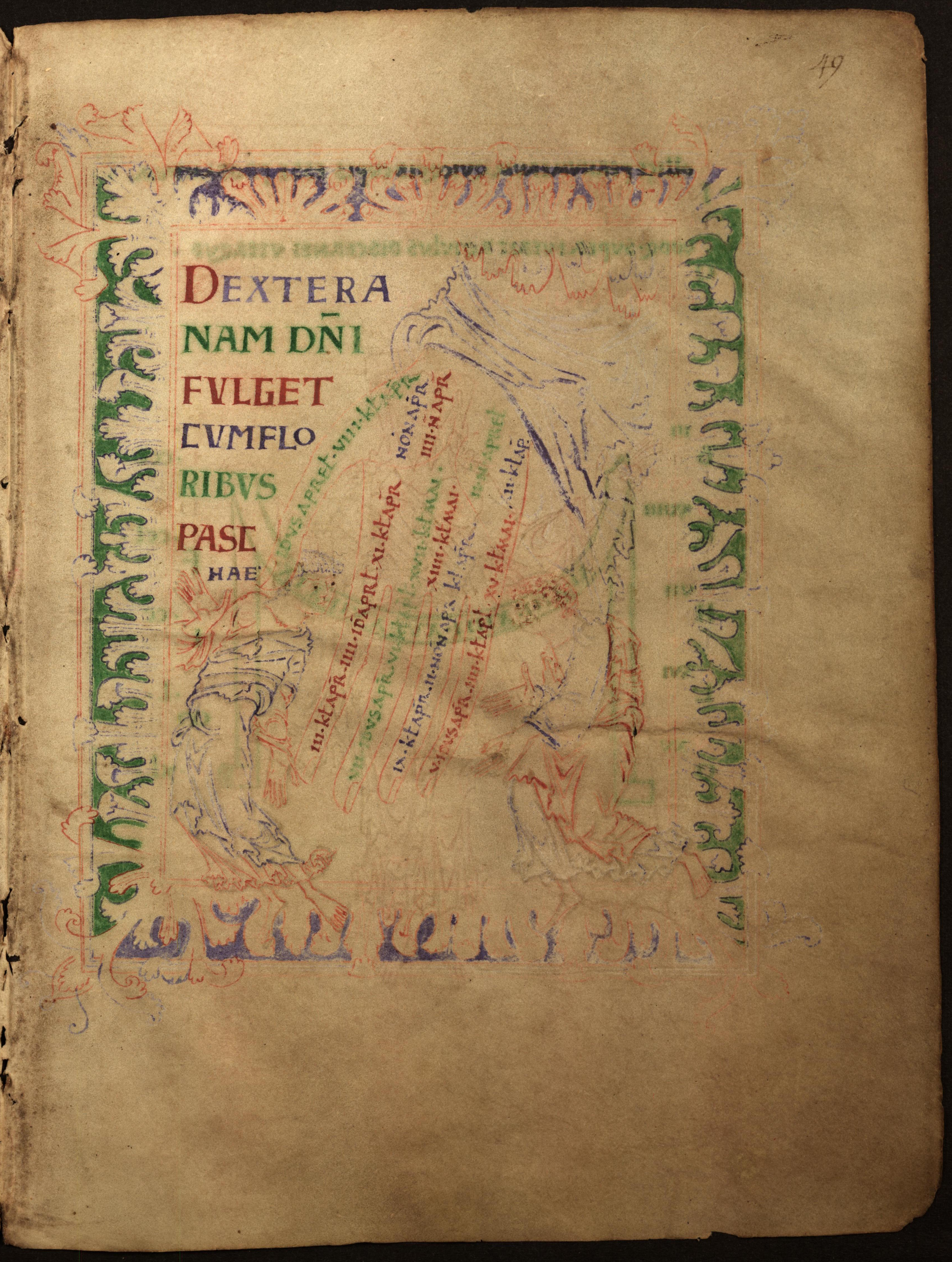
Enluminure de la main de Dieu dans le Missel de Leofric.

Les informations concernant Leofric sont limitées. Comme il s'implique peu dans les événements extérieurs à son diocèse et qu'Exeter n'est pas un grand centre historiographique, ses activités sont mal documentées. Il apparaît comme témoin sur quelques chartes royales, mais il ne subsiste aucun acte officiel qu'il aurait émis en qualité d'évêque, seulement une poignée de chartes émises dans sa maisonnée et une liste de donations au diocèse d'Exeter. Son décès n'est pas mentionné dans la Chronique anglo-saxonne, mais il est indiqué dans le Missel de Leofric, un ouvrage offert par Leofric à la cathédrale d'Exeter.
Le chroniqueur du XIIe siècle Jean de Worcester décrit Leofric comme Brytonicus, ce qui implique sans doute qu'il est natif de Cornouailles, même si ses parents et son nom sont anglais. Dans la mesure où le droit canon exige qu'un évêque soit âgé d'au moins 30 ans au moment de son sacre, il est probablement né avant 1016. Il a un frère nommé Ordmær qui se charge de la gestion des domaines appartenant à leur famille.
Leofric passe une partie de sa jeunesse en Lotharingie. Il pourrait avoir été contraint à l'exil par l'invasion de l'Angleterre par Sven à la Barbe fourchue en 1013 ou par celle de Knut le Grand, le fils de Sven, en 1016. Il suit des études durant cette période, peut-être à la cathédrale Saint-Étienne de Toul. S'il y a étudié, il aurait pu y fréquenter l'érudit Bruno d'Eguisheim-Dagsburg, qui devient évêque de Toul en 1027, puis pape sous le nom de Léon IX en 1049,.

### Au service d'Édouard le Confesseur
Leofric fait la connaissance du prince anglais Édouard le Confesseur pendant l'exil de ce dernier sur le continent et l'assiste en tant que chapelain. Les circonstances exactes de leur rencontre ne sont pas connues, mais l'historien Frank Barlow propose de la situer à Bruges en 1039. En 1041, Édouard est invité à rentrer en Angleterre par son demi-frère le roi Hardeknut. Leofric l'accompagne et son nom figure dans les listes de témoins de quelques chartes du règne de Hardeknut aux côtés de celui de Herman, un autre futur évêque. Édouard monte sur le trône l'année suivante et il bénéficie du soutien de Leofric jusqu'à sa mort.
Jean de Worcester décrit Leofric comme le chancelier d'Édouard. L'existence d'une chancellerie royale avant la conquête normande de l'Angleterre est un sujet débattu parmi les médiévistes, mais il est certain que Leofric n'a jamais occupé une telle fonction auprès d'Édouard le Confesseur.

### Épiscopat

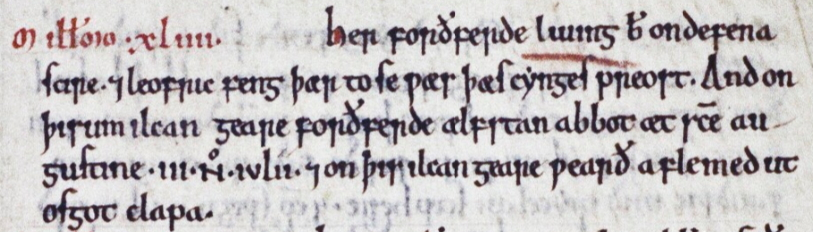
L'entrée pour l'année 1044 (recte 1046) du manuscrit E de la Chronique anglo-saxonne enregistre la mort de l'évêque Lyfing et son remplacement par Leofric « le prêtre du roi ».

À la mort de l'évêque Lyfing, en 1046, Édouard nomme Leofric pour lui succéder comme évêque de Cornouailles et évêque de Crediton, dans le Devon. Malgré sa proximité avec le roi, Leofric n'est pas impliqué dans les conflits qui opposent Édouard et le comte Godwin de Wessex et se concentre plutôt sur l'administration de son diocèse. Rien ne permet d'affirmer qu'il ait joué un rôle d'ordre diplomatique sous le règne d'Édouard et sa présence n'est attestée à aucun concile ou synode papal.
En 1050, Leofric fusionne ses deux diocèses et déplace son siège épiscopal de Crediton à Exeter, abandonnant une zone rurale et pauvre au profit d'une ville prospère et fortifiée. Cette réorganisation est approuvée par le pape Léon IX. L'église abbatiale d'Exeter, dédiée à saint Pierre, devient la cathédrale du nouveau diocèse. Leofric est investi évêque d'Exeter le 29 juin 1050, le jour de la Saint-Pierre. Édouard et sa femme Édith participent à la cérémonie en conduisant le nouvel évêque à sa cathèdre. La présence de la reine est peut-être liée au fait que la ville d'Exeter fait partie de son douaire.

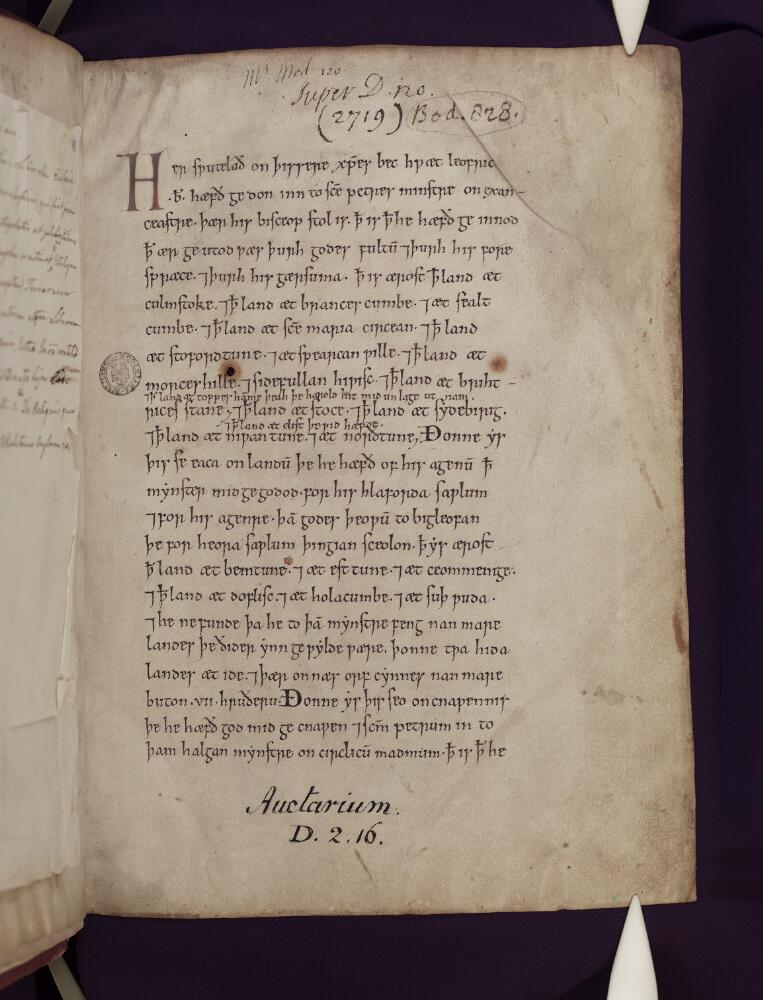
L'évangéliaire de Landévennec, légué par Leofric à la cathédrale d'Exeter, s'ouvre sur une liste de dons faits par l'évêque à sa cathédrale.

En s'installant à Exeter, Leofric remplace les moines de l'abbaye par un chapitre de chanoines organisé suivant la règle de Chrodegang. C'est sans doute durant son séjour en Lotharingie, avant son retour en Angleterre, qu'il a découvert cette règle monastique. Son diocèse souffrant d'un manque de matériel pour assurer les services religieux, il fait don à la cathédrale d'habits sacerdotaux, de crucifix, de calices, d'encensoirs, de nappes d'autel et autres objets. Il s'efforce également d'enrichir la bibliothèque de la cathédrale, dont il affirme qu'elle ne contient que cinq livres à son arrivée.
En 1065, Leofric est présent à la cour d'Édouard à Noël et assiste à la consécration de l'abbaye de Westminster, le 28 décembre, quelques jours avant la mort du roi. Les sources ne précisent pas s'il soutient Harold Godwinson contre Guillaume le Conquérant au moment de la conquête normande de l'Angleterre. En 1068, Guillaume assiège Exeter (en), qui s'est révoltée contre son autorité. Leofric ne semble pas avoir eu à souffrir de cet affrontement, mais rien ne prouve qu'il se soit trouvé à Exeter à ce moment-là. La ville est à nouveau le théâtre d'affrontements à l'automne 1069, lorsque l'arrivée d'une flotte danoise incite la population du Devon et des Cornouailles à se soulever contre Guillaume. Le roi est occupé ailleurs, mais Exeter lui reste fidèle et ses habitants soutiennent avec succès un nouveau siège jusqu'à ce que la garnison normande puisse mettre en fuite les assaillants. Le médiéviste Robert Upchurch propose de situer dans le contexte des événements de 1068-1069 les rituels de pénitence qui figurent dans l'un des manuscrits associés à Leofric (Cambridge MS CCCC 190). Dans le cadre de sa charge d'âme, l'évêque aurait eu tout intérêt à accomplir ces rituels pour les soldats anglais ayant participé aux campagnes de 1068 et 1069.
Plusieurs évêques et abbés anglais sont déposés en 1070 et remplacés par des prélats normands, mais Leofric n'est pas concerné par cette purge, ce qui laisse à penser qu'il ne faisait pas partie des adversaires les plus bruyants du Conquérant. Il reste évêque d'Exeter jusqu'à sa mort, survenue le 10 février 1072.

## Postérité

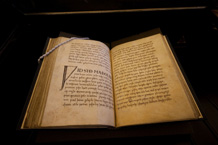
Le Livre d'Exeter est communément considéré comme le « grand livre en anglais à propos de choses diverses, rédigé en vers » mentionné dans l'inventaire des ouvrages offerts par Leofric à la cathédrale d'Exeter.

Leofric est enterré dans la crypte de la cathédrale d'Exeter. Après la reconstruction de l'édifice par l'évêque William Warelwast au début du XIIe siècle, ses restes sont déplacés dans la nouvelle église, mais l'emplacement de sa tombe s'est perdu. Une tombe à son nom est édifiée en 1568 contre le mur oriental de la tour sud de la cathédrale, mais son emplacement ne correspond pas à celui de la sépulture de Leofric.
Sous l'épiscopat de Leofric, la cathédrale d'Exeter peut s'enorgueillir de la quatrième bibliothèque la plus fournie d'Angleterre. Elle abrite également un scriptorium prolifique, qui rivalise avec celui de la cathédrale de Worcester comme le plus prolifique du royaume dans la deuxième moitié du XIe siècle, bien que son activité semble réduite à néant sous l'épiscopat du successeur de Leofric, le Normand Osbern Fitz Osbern, en place de 1072 à 1103.
À sa mort, Leofric lègue plusieurs dizaines de livres à sa cathédrale : 59 d'après C. R. Dodwell, au moins 66 d'après L. J. Lloyd et Michael Lapidge. Il subsiste deux exemplaires de la liste des livres offerts par Leofric, qui constitue l'un des plus anciens catalogues de bibliothèque de cathédrale connus. Elle comprend 31 livres utilisés pour le service liturgique (évangéliaires, psautiers, antiphonaires, hymnaires, etc.), 24 livres au contenu religieux (des copies de livres de la Bible, des traités de Bède le Vénérable et Isidore de Séville, etc.) et 11 livres au contenu profane. Cette dernière catégorie comprend des textes philosophiques, comme la Consolation de Philosophie de Boèce, et poétiques, comme le Livre d'Exeter, l'un des quatre grands recueils de poésie vieil-anglaise.
Plusieurs livres de la liste de Leofric sont identifiés à des manuscrits qui subsistent au début du XXIe siècle. Certains présentent un ex-libris au nom de l'évêque qui facilite cette identification. Parmi ceux dont le lien avec Leofric est assuré, on trouve, :
- le manuscrit 3501 de la bibliothèque de la cathédrale d'Exeter, le Livre d'Exeter[32] ;
- le manuscrit Auctarium D. 2. 16 de la bibliothèque Bodléienne (Oxford), un évangéliaire latin du groupe de Landévennec[33] ;
- le manuscrit Auctarium F. 1. 15 de la bibliothèque Bodléienne, une copie de la Consolation de Philosophie de Boèce[34] ;
- le manuscrit Auctarium F. 3. 6 de la bibliothèque Bodléienne, qui comprend Psychomachie, Cathemerinon et Peristephanon de Prudence et les Satires de Perse[35] ;
- le manuscrit Bodley 579 de la bibliothèque Bodléienne, le Missel de Leofric[36] ;
- le manuscrit Bodley 708 de la bibliothèque Bodléienne, une copie de la Règle pastorale de Grégoire le Grand[37] ;
- le manuscrit Ii. 2. 11 de la bibliothèque de l'université de Cambridge, un évangéliaire ouest-saxon ;
- le manuscrit B. 11. 2 du Trinity College (Cambridge), une copie du De ecclesiasticis officiis d'Amalaire[38].

Parmi les manuscrits dont l'identification est moins assurée, mais considérée comme probable ou possible par les médiévistes, on trouve, :
- le manuscrit Additional 28188 de la British Library (Londres), un pontifical[39] ;
- le manuscrit Harley 863 de la British Library, un psautier latin[40] ;
- le manuscrit Harley 2961 de la British Library, un collectaire couramment appelé Collectaire de Leofric[41] ;
- le manuscrit 190 du Corpus Christi College (Cambridge), un pénitentiel en vieil anglais[42] ;
- le manuscrit 191 du Corpus Christi College, une copie latine et vieil-anglaise de la règle de Chrodegang de Metz[43] ;
- le manuscrit 196 du Corpus Christi College, un martyrologe en vieil anglais[44] ;
- le manuscrit 421 du Corpus Christi College, un homéliaire en vieil anglais[45].